# Ashley Kratzer
Ashley Kratzer (Newport Beach, 6 februari 1999) is een tennisspeelster uit de Verenigde Staten van Amerika.
Kratzer begon op zevenjarige leeftijd met het spelen van tennis In 2017 kreeg ze een wildcard voor de US Open, door dat jaar de NCAA te winnen. Hiermee speelde ze haar eerste grandslam, waarin ze in de eerste ronde werd uitgeschakeld door Tatjana Malek.